# Göran Åkestam
Sten Göran Åkestam, född 25 februari 1954, är en svensk copywriter som varit med och lett byrån Åkestam Holst sedan 1998.

## Karriär
Åkestam utbildade sig på Berghs. Han arbetade på Masius Malmros innan han började på Aggerborgs, där han skulle bli kvar i tretton år. År 1989 grundade han den kortlivade byrån Åkestam & Falk tillsammans med art director Ola Falk från Brindfors Annonsbyrå, sedermera Falk Annonsbyrå. År 1990 började han istället som partner på Rönnberg & Co där han stannade till 1995, med bland annat kreativt ansvar för H&M. 
Efter en kort tid på Hall & Cederquist anställdes han 1996 som copywriter och partner på byrån Nord & Co, där han blev vd 1997. Åkestam ledde ett förändringsarbete mot ett tydligare kreativt fokus och byrån bytte namn till Åkestam Holst år 1998. Han var vd på Åkestam Holst fram till 2015 och har därefter stannat kvar som rådgivare till byråledningen.
År 2013 fick han reklambranschens hedersutmärkelse Platinaägget. Innan dess hade han fått guldägg för Tipstjänst 1985, Posten 1994, PlayGround 2007 och Posten igen 2010. Sitt senaste guldägg fick han för sin medverkan i en kampanj för Reportrar Utan Gränser 2020. Med sitt första silverägg 1978 har Göran Åkestam därmed belönats i Guldägget under sex raka decennier. Han har också varit juryordförande i Guldägget 2007. År 2008 utsåg han till Sveriges "mäktigaste byråledare".

## Familj
Göran Åkestam är gift med universitetslektor fil. dr. Maria Ahlbäck Åkestam vid Stockholms universitet och far till ekonomie doktor Nina Åkestam vid Handelshögskolan i Stockholm samt copywriter Kalle Åkestam Ronsten.

## Källhänvisningar
1. ↑  "Åkestam & Falk ny byrå", Resumé, 28 september 1989
2. ↑  Göran Åkestam slutar som vd på Åkestam Holst, Dagens Media, 17 april 2015
3. ↑  Platinaägget till Göran Åkestam, Resumé, 25 april 2013
4. ↑  Prisbelönad copywriter leder Guldäggsjuryn, Dagens Nyheter, 15 november 2006
5. ↑  Göran Åkestam är mäktigaste byråledaren, Resumé, 28 maj 2008
6. ↑  Nina Åkestam: Feminism är aktivism i vardagen, Dagens Nyheter, 13 oktober 2018